# Lądko
Lądko – wyspa w północno-zachodniej Polsce, między Starą Świną i kanałem Starą Głębią. Wyspa nie jest zamieszkana.
Administracyjnie należy do miasta Świnoujście. Wyspa wchodzi w obszar Wolińskiego Parku Narodowego. Znajduje się w obszarze specjalnej ochrony ptaków „Delta Świny” oraz obszarze ochrony siedlisk „Wolin i Uznam”.
Na wschód od Lądka znajduje się Wiszowa Kępa.
Do 1945 r. stosowano niemiecką nazwę Deepholm. W 1949 r. ustalono urzędowo polską nazwę Lądko.